# Mala Pavlivka, Ohtîrka
Mala Pavlivka (în ucraineană Мала Павлівка) este localitatea de reședință a comunei Mala Pavlivka din raionul Ohtîrka, regiunea Sumî, Ucraina.

## Demografie
Componența lingvistică a localității Mala Pavlivka
     Ucraineană (98,15%)
     Rusă (1,54%)
     Alte limbi (0,08%)
Conform recensământului din 2001, majoritatea populației localității Mala Pavlivka era vorbitoare de ucraineană (98,15%), existând în minoritate și vorbitori de rusă (1,54%).